# Baoulés
Pour les articles homonymes, voir Baoulé.
Les Baoulés sont un peuple de Côte d'Ivoire, vivant pour sa grande majorité au centre du pays, dans les villes de Bouaké et de Yamoussoukro
Il n'y a pas d'étude statistique axée sur les ethnies en Côte d'Ivoire. Toutefois, en 2021, le grand groupe ethnique Akan répresente 38,0% de la population ivoirienne. Les Baoulés font partie du groupe Akan et sont originaires du royaume Ashanti, situé dans le Ghana actuel.

## Histoire
Les Baoulés se sont installés en Côte d'Ivoire au XVIIIe siècle, guidés par la reine Abla Pokou.
Le nom Baoulé vient du sacrifice, par la reine Pokou, de l'un de ses fils afin de passer un fleuve, alors qu'elle menait la fuite de son peuple du royaume Ashanti : ba ou li (l'enfant est mort). Les Baoulés se sont établis entre les fleuves Bandama et Comoé.
Félix Houphouët-Boigny puis Henri Konan Bédié ont été considérés par les Baoulé comme leurs chefs de file politiques.

## Chefferie, sous-groupes et organisation politique traditionnelle
En 2020, le roi des Baoulés est Nanan Kassi Anvo, entouré d'au moins 300 chefs traditionnels.
Il existe une vingtaine de sous-groupes appartenant à des aires géographiques spécifiques :
- les Akouè dans la région de Yamoussoukro ;
- les Saha dans la sous-préfecture de N'Djébonouan, avec une communauté dans la sous-préfecture de Toumodi ;
- les Agba dans les départements de Dimbokro, de Bocanda, de Daoukro et dans les Sous-préfectures de Kouassi-Kouassikro ;
- les Gbloh dans les sous-préfectures de Diabo et de Languibonou ;
- Les Ouéllé (N'naminh) dans la sous préfecture de Ouéllé, d'Ettrokro et dans la sous-préfecture d'Akpassanou;
- les Ahitou dans les départements de Tiébissou, Toumodi (Abli, Lomo Nord, Gbofia, Ouaouakro…), de Dimbokro (Ahodji ou Abigui, Ediakro, Komienkouassikro, Ngangro, Angouakoukro, Lomo Bonianokro, Anokro, Dogba, Assekro, Asselokro) et quelques villages dans la sous-préfecture de Didievi.
- les Gôdè dans les sous-préfectures de Ando-Kékrénou, Béoumi et Kondrobo dans le département de Béoumi. Le nom Gôdè vient du mot « kodè » qui veut dire « va vite », un ordre qui aurait été donné par la Reine Pokou pour la conquête[Quoi ?] de nouvelles terres[3][Combien ?] ;
- les Nanafwè dans les sous-préfectures de Yamoussoukro, d'Attiégouakro et de Tiébissou et deux villages dans la sous-préfecture de Dimbokro (Adahou, Trianikro) ;
- les Satiklan dans le département de Botro (souvent appelé Kouadiokro) ;
- les Gôly dans la sous-préfecture de Bodokro ;
- les Oualébo dans le département de Sakassou et de Toumodi (Oualèbo Sud) ;
- les Ahaly dans la sous-préfecture de Brobo ;
- les Sondo dans le département de M'bahiakro ;
- les Fâli au nord de Bouaké;
- les Dô'n occupant l'intersection des sous-préfectures de Bouaké, Sakassou et de Languibonou ;
- les Souhamlin dans la sous-préfecture de Taabo ;
- les N'gban dans les sous-préfectures de Tie Ndiékro, Kpouèbo et Taabo ainsi que dans le département de Toumodi (Kpouèbo, Dida-Yaokro, Dida-Kouadiokro, Didablé) ;
- les N'Zikpli dans le département de Didiévi et une communauté dans la sous-préfecture de Toumodi ;
- les Ayahou dans les départements de Sakassou, de Bouaflé et de Tiébissou (village de Do-Sakassou) ;
- les Faafwè dans la commune et sous-préfecture de Bouaké et quatre villages dans la Sous Prefecture de Dimbokro (Pokoukro, Assrekoffikro, Tahikro, Fahafoueattikro) ;
- les Andô dans la sous-préfecture de Prikro.
- Les Elomoué dans le département de Tiassalé ;
- Les N'guin dans le département de M'bahiakro ;
- Les Yaouré dans les départements de Bouaflé principalement dans la sous-préfecture de Bégbessou et ont comme villages Angovia ,Kouakougnanou Bozi etc..

Ces sous-groupes parlent la même langue, avec quelques variations surtout dans le ton et la prononciation.
Certains peuples qui ont subi la domination des Baoulés ont tendance à se considérer aujourd’hui comme des Baoulés, à l'instar des Ouan (Tiéningbué, Kounahiri), les Ngain (M'bahiakro).

### Organisation politique traditionnelle
Les femmes ont toujours joué un rôle central dans la société baoulée, de façon exceptionnelle dans la région, d'autant que leur influence s’exerce aussi bien sur les décisions familiales que communautaires. Des femmes deviennent même parfois cheffes de village, et à Sakassou, fief du royaume baoulé, le palais est ainsi occupé par une reine, Akoua Boni.

## Langue
Le baoulé est une langue africaine de la famille des langues akan ou tano central, principalement parlée en Côte d'Ivoire par les membres de l'ethnie baoulé.

## Culture

### Fêtes
Paquinou est une fête célébrée à Pâques dans les villages pendant trois jours, du vendredi au dimanche. Il s'agit d'une fête incontournable pour cette communauté à l'occasion de laquelle les Baoulé qui ont émigré, pour beaucoup en ville ou même à l'étranger, reviennent dans leurs villages. Le vendredi est ainsi l'occasion de se déplacer pour rejoindre ces derniers. Le samedi est la journée des palabres, pour régler les différends au sein de la communauté. Enfin le dimanche, après une nuit de fête en plein air, on exhibe le masque Goli qui ne sort que lors de grandes occasions, un masque en forme de tête de buffle surmonté de cornes aux couleurs des Baoulé rouge-blanc-noir. Le danseur, avec une chevelure en raphia et une peau de bête, se déplace dans tous les sens aux sons des tambours et bénit ainsi le village.

### Danses

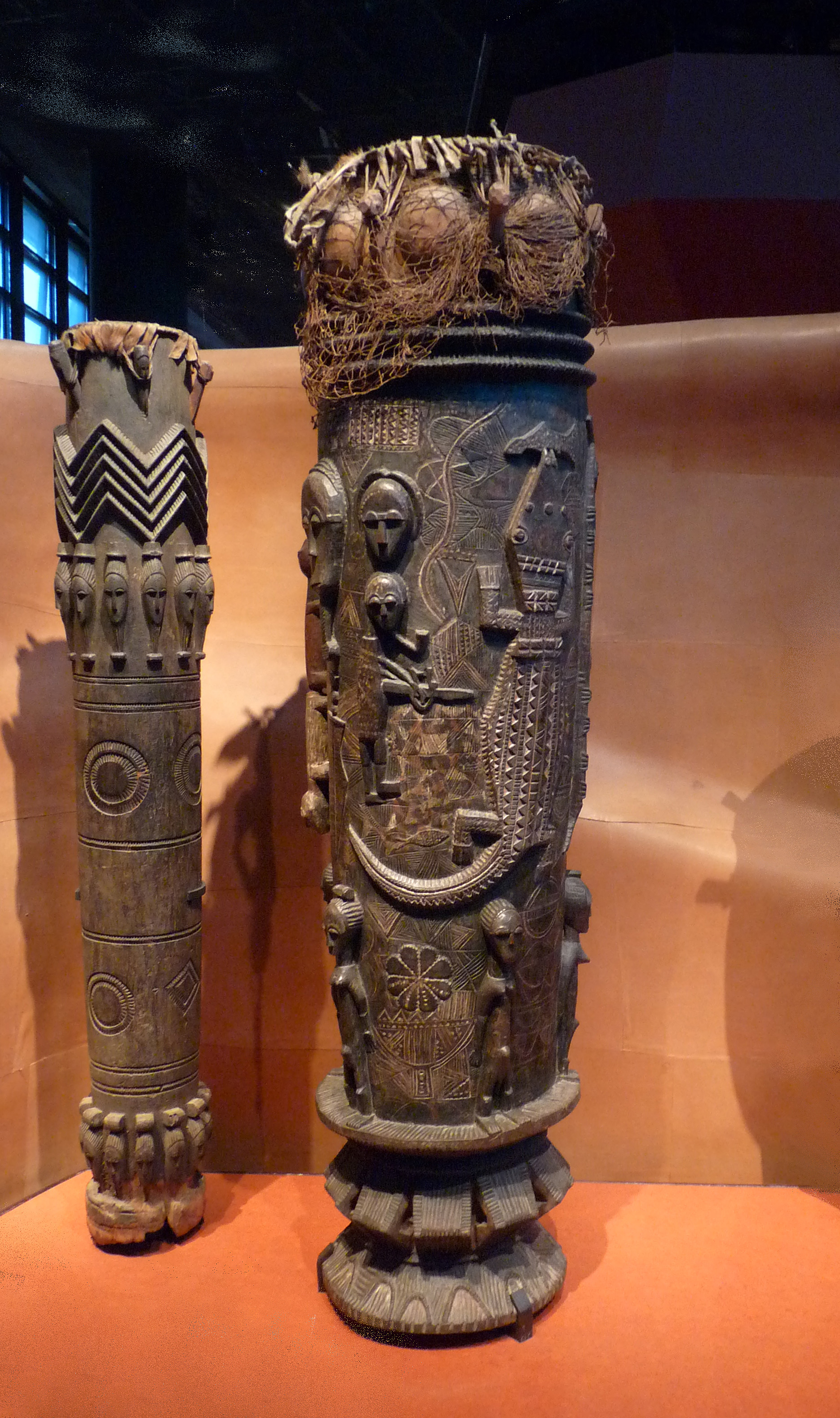
Au centre : tambour baoulé (musée du quai Branly).

Quelques danses baoulé très prisées : 
- le goli, qui est notamment dansé par les Baoulé de Béoumi qui l'ont importé de leurs voisins Ouan qui leur étaient soumis. En revanche les chants qui accompagnent le goli demeurent en Ouan ;
- l'adjémlé, qui est dansé par les Baoulé de Sakassou et de Diabo ;
- le kôtou, qui est semblable à l'adjémlé et qui est dansé dans les régions de Tiébissou, de Yamoussoukro, etc.
- l'adjoss, qui est dansé dans toutes les régions baoulé.

Le goli remplace peu à peu toutes les danses masquées, qu'elles soient sacrées ou de divertissement.

### Artisanat

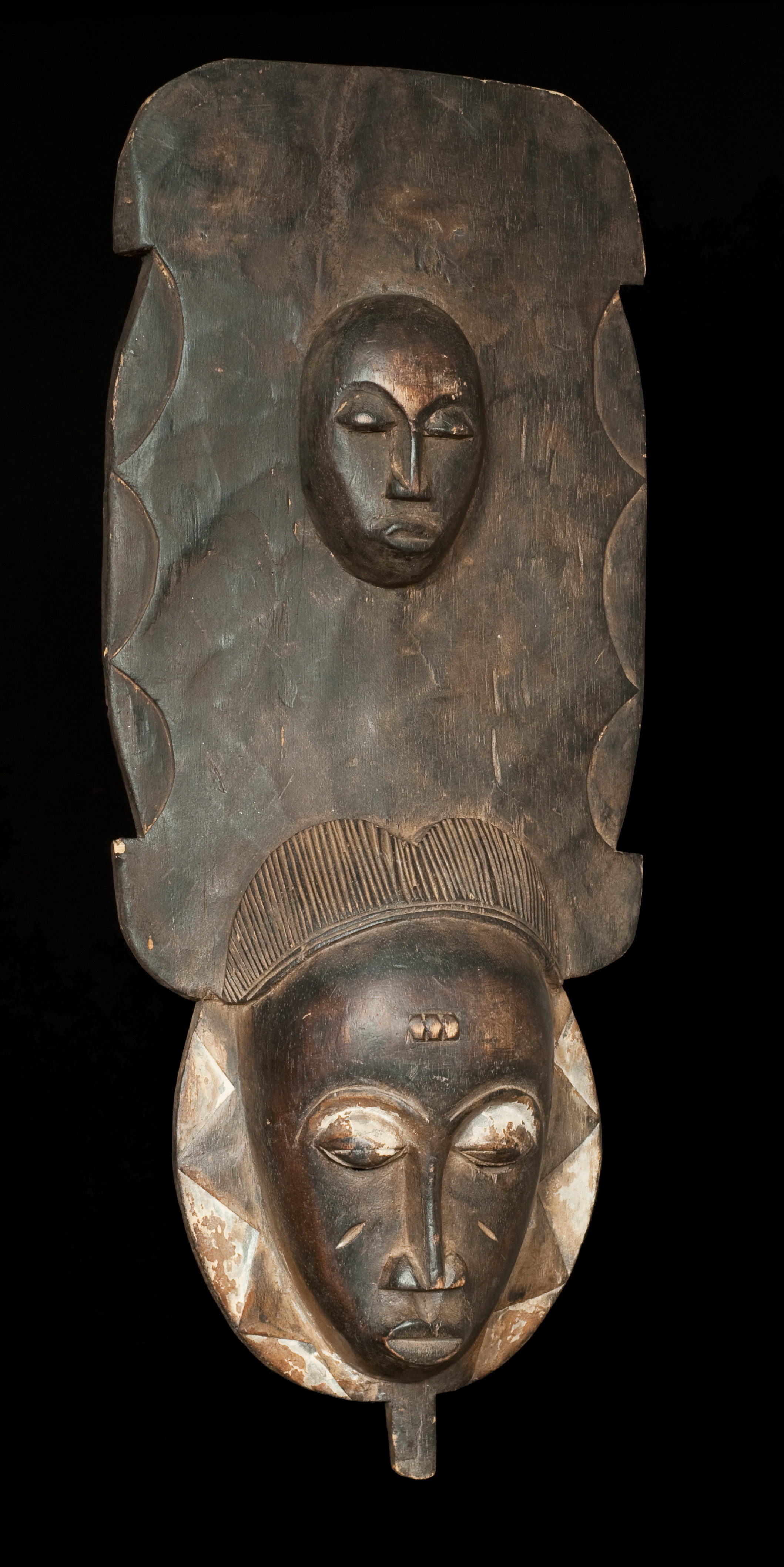
Un masque baoulé.

Les Baoulé sont d'habiles sculpteurs, tisserands et orfèvres.
Les objets emblématiques de l'artisanat baoulé sont les poids à peser l'or, les bijoux, les objets décorés en or de toutes sortes ; les Baoulé vouent "un culte" à l'or qui est symbole d'héritage, d'opulence, de pouvoir, et qu'il faut éviter de voler mais mériter.
Les Baoulé sont également d'habiles sculpteurs.

#### Pagnes baoulé
Les pagnes baoulé "wawlé tanni" sont très prisés pour leur qualité et leurs motifs éclatants. Tissés exclusivement par les hommes, ces vêtements de cérémonie sont portés par les femmes. Les Baoulé des régions de Yamoussoukro et de Tiébissou en sont les producteurs les plus réputés.
Cinq types principaux de pagnes sont produits : le blénou tani, le golikplo, l’ahoukpoa, le kpêta et le nankanfian.
En 2019, l'État ivoirien a lancé le processus de reconnaissance des pagnes baoulé en Indication géographique protégée (IGP).

## Noms
Chez les Baoulé, le nom de famille est patronymique : le père donne son prénom comme nom de famille à ses enfants. Cette pratique est toutefois amenée à disparaître avec l'état civil moderne.
Les prénoms sont fixés selon plusieurs déterminants.

### Les noms selon le jour de naissance (garçon / fille)
- Lundi : (Kouassi / Akissi)
- Mardi : (Kouadio / Adjoua)
- Mercredi : (Konan / Amlan)
- Jeudi : (Kouakou / Ahou)
- Vendredi : (Yao / Aya)
- Samedi : (Koffi / Affoué)
- Dimanche : (Kouamé / Amoin)

### Les noms selon la position dans la fratrie
- Le troisième enfant d’une succession d’enfants de même sexe : N’guessan (N’san)
- Le quatrième enfant d’une succession d’enfants de même sexe : N’dri
- Enfant né après une succession d'au moins deux enfants de même sexe ayant un sexe différent des deux autres: kindôh (2 fille puis un garçon / deux garçons puis une fille)
- Le neuvième enfant d’une même mère : N’goran (N’glwan)
- Le dixième enfant d’une même mère : Brou (Blou)
- Le onzième enfant d’une même mère : Loukou
- Le douzième enfant d’une même mère : N'gbin
- Le treizième enfant d'une même mère: Djanhan (Djan han)
- Le quatorzième enfant d'une même mère: Abonouan

### Les noms selon les circonstances de naissance
- Enfant né pendant que la mère était hors de la maison : Atoumgbré
- Enfant né la tête tournée vers le sol : Ahoutou
- Enfants jumeaux : N’da
- Enfant né à la suite des jumeaux : Amani
- Enfant inspirant la quiétude / né dans la paix : Allaly
- Enfant né dans le désespoir : N’gonia (en fait pour conjurer le mauvais sort)
- Enfant prématuré : Atiman
- Enfant rouquin : Djaha
- Enfant albinos : Gbamlé, Fri
- Enfant né après deux enfants de même sexe : Kindoh

### Les noms en référence aux éléments naturels, aux plantes, aux animaux
- Akpoué : roche.
- Allah : iroko (chloroflora excelsa)
- Assiè : terre
- Béra : touraco
- Bla : fontaine
- Django : figuier
- Djué : poisson
- Faitai : lac
- Frondo : baobab
- N’go : huile de palme (personnes de teint clair)
- N’zué : l’eau
- Kondro : loloti (arbre médicinale à écorce épaisse)
- Kongo : vallée
- Lomé : espèce de palmiste spécialement rouge (teint clair)
- M’mé : palmier
- Oura : ordure, nom donné pour conjurer la mort de l’enfant.
- Oka : montagne
- Yobouet : caillou, pierre.
- Zougou : chenille, nom attribué aux personnes particulièrement velues.
- etc.

### Les noms religieux
- Allangba : fétiche protecteur
- Allou : fétiche guerrier
- Assoh : fétiche de Bocanda à Konan-Elekro (région et village de Côte d’Ivoire)
- Bohoussou : Génie des forêts.
- Déla : fétiche
- Diby : fétiche d’origine kweni
- Djê : masque d’origine gouro (peuple de Côte d’Ivoire)
- Djézou : fétiche- Doh : masque d’origine gouro
- Gbangbo : fétiche reconnu seulement chez les Baoulé de Tié’ndékro
- Goly : masque d’origine Wan (peuple de Côte d’Ivoire)
- Gnanmien : souffle de vie / Dieu
- Kangah : esclave ; de nos jours ce nom est attribué à un enfant dont les précédents sont décédés pour conjurer le mauvais sort.
- Kra : fétiche
- Kramo : marabout
- M’bra : Danse fétichiste
- N’gatta
- Saraka : Sacrifice
- Souaga
- Tanou : fétiche
- Zouzou : nom d’origine Wan adopté par les Godé de Béoumi
- etc.

### Les noms modernes ou forgés
Ils sont plus formulés selon le vécu, un témoignage, les circonstances, etc.
- Akloundjouè : apaisement
- Ananganman : divine providence
- Aoundjouè : paix, reconfort
- Asséna : action de grâce, remerciement
- Batiyé : enfant est bon
- Moyé : bénédiction, chance
- Elafihossou : Tu as notre confiance
- Kanvou-Jésus : Loue Jésus
- Miensah : la main de Dieu
- N’zrama : étoile
- Soulafilè : foi
- Souralè : bénédiction
- Viah Soubo : le soleil brille
- Famien : roi
- Mienwah: enfant de Dieu
- etc.

## Toponymie
Les noms des villes, villages, hameaux et campements chez les Baoulé sont en général formés avec le nom du fondateur + kro (originellement klô) : 
Ainsi : Kouassikro (ville, village, hameau ou campement dont le fondateur est Kouassi), Kouadiokro, Konankro, Yaokro, Koffikro, Kouamékro, Klêmêkro, Ouendé-Kouassikro, Yamoussoukro, Bouaké (déformation de Gbêkêkro), Dimbokro (originellement Djimgbôklo), Daoukro (Daou étant une déformation de Lagoun)
Sinon, la toponymie est créée en référence à la position du village par rapport un élément naturel particulier : une rivière, un fleuve, une butte, un arbre, une forêt, etc.
-nouan signifie « au bord » : Lokanouan vient du fait que la localité est au bord de la rivière Loka, Séssénoua au bord de la rivière Séss, N'zianouan au bord de la rivière N'zi, Kongonouan au bord de la vallée/ravin, N'djébonou au bord de la forêt des fourmis magnans
-nou signifie « dans » : Kongonou = dans la vallée, Djangoménou = dans les ficus, Boblénou = dans la forêt dense, Mandanou = dans la bananeraie, Awahinou= dans les chiendents, Languibonou (à l'origine Lahibonou) = dans la forêt d'ails, Djékanou = dans les vigos (alchornea cordifolia), Djassanou = dans les enclos
-bo (h) signifie « sous » : Kokumbo = sous la colline Kokou, Okabo ou Bokabo = sous la montagne (colline ou butte en réalité), Pakobo (originellement Kpakobo) = sous le cocotier, Kodoubo = sous le carapa, Djamlabo = sous le bauhini, Afotobo = sous le bananier (musa sinensis), Kodrobo ou Kondrobo = sous le loloti, M'méboh = sous la forêt de palmiers (à ne pas confondre avec la palmeraie = M'méfiéh), Kpakpaboh = sous la forêt d'Ebiara
-sou signifie « sur » : Sakassou = sur la dépouille de la reine Abla Pokou, Kpangbassou = sur le roc ou sur le caillou
- Gbofia = caillou caché
- Béoumi = qu'on me voit (se référer à l'histoire du prince Abraha Akpo)
- Toumodi (originellement Tomidi) : l'étranger qui arrivait dans cette ville devrait s'acheter la nourriture qu'il devra consommer
- Boukébo = forêt d'escargots (village formé en faveur de la proximité d'une forêt pourvue d'escargots)
- Diabo = forêt d'éléphants roux
- Didiévi (originellement Idjévi) = cure-dent amer
- Saoundi = position de vassalité

Les Baoulés se sont établis dans les régions forestières de l'ouest et du sud-ouest du pays pour créer de grandes plantations de café et de cacao, modifiant ainsi la toponymie des localités de ces régions.

## Personnalités Baoulé
- Félix Houphouët-Boigny, président de la république de Côte d’Ivoire de 1960 à 1993
- Henri Konan Bédié, homme politique ivoirien et président de la république de Côte d’Ivoire de 1993 à 1999 [9].
- Laurent Pokou, footballeur ivoirien
- Ghislain Konan, footballeur ivoirien
- Christian Kouamé, footballeur ivoirien
- Niamien N’goran, homme politique ivoirien
- Charles Konan Banny, ancien Premier ministre ivoirien et gouverneur de la BCEAO
- Jean Konan Banny, homme politique ivoirien
- Antoinette Konan, musicienne ivoirienne
- Thierry Tanoh
- Léon Konan Koffi
- Raymonde Goudou Coffie, femme politique ivoirienne
- Jean-Claude Kouassi, homme politique ivoirien[pertinence contestée]
- Jeannot Ahoussou-Kouadio, homme politique ivoirien
- Jacques Mangoua, homme d’affaires politique ivoirien[pertinence contestée]
- Akissi Delta, actrice et comédienne ivoirienne
- etc.